# Lorentz (rivier)

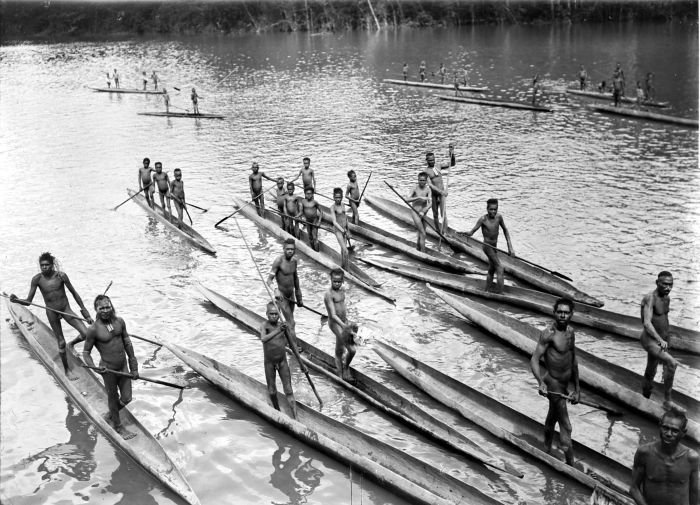
Asmat-Papoea's in prauwen op de Lorentz, tijdens de derde Zuid-Nieuw-Guinea-expeditie van 1912-1913

De Lorentz, Unir of Undir is een rivier in Papua Selatan (in 2022 afgesplitst van Papoea), de meest oostelijke provincie van Indonesië op het eiland Nieuw-Guinea. Hij heeft zijn brongebied in het diepe binnenland, stroomt zuidwaarts door oerbossen en uitgestrekt, moerassig laagland en mondt uit in de Flamingobaai (of Teluk Flamingo), een estuarium van meerdere rivieren in de Arafurazee.
In het begin van de twintigste eeuw speelde de rivier een cruciale rol in het gunstige verloop van drie grote Nederlandse wetenschappelijke expedities die via zijn monding en goed bevaarbare benedenstroom op weg waren naar het destijds onbekende centrale hooggebergte, het Sneeuwgebergte, van Nederlands-Nieuw-Guinea. Het specifieke doel van de expedities was het bereiken van de "eeuwige sneeuw" en bovenal het beklimmen van de Wilhelminatop, die nu op de kaart staat als Puncak Trikora. Van deze expedities - de Eerste, Tweede en Derde Zuid-Nieuw-Guinea-expeditie - slaagde de eerste daarin niet, de tweede bereikte de sneeuwvelden aan de voet van de top, terwijl pas tijdens de derde expeditie de Wilhelmina succesvol kon worden beklommen.
De Lorentz is in de afgelopen eeuw drie maal van naam veranderd. Ten tijde van de twee eerste expedities (1907 - 1910) heette hij nog de Noordrivier, een naam die hem was toegekend tijdens de allereerste Nederlandse verkenningen van de zuidkust van Nieuw-Guinea. Kort na 1910 werd de naam veranderd in Lorentz, een eerbewijs aan Hendrik Lorentz, de leider van twee van de voornoemde expedities. De Lorentz is meer dan een halve eeuw op de kaart blijven staan. Na de overdracht van Nederlands-Nieuw-Guinea aan Indonesië kreeg de rivier officieel de naam Unir, de naam die de Asmat - een Papoeavolk door wiens woongebied de rivier stroomt - hem al vanouds gaven.